# Messendorf (Gemeinden Graz, Hart bei Graz)
Messendorf, ein Stadtteil von Graz in der Steiermark, liegt im 8. Bezirk Graz-St. Peter und bildet die Katastralgemeinde „Graz Stadt-Messendorf“. Die angrenzenden Teile in der Gemeinde Hart bei Graz, Bezirk Graz-Umgebung, bilden die Katastralgemeinde „Messendorf“.

## Geographie
Der  Stadtteil liegt am Südostrand von Graz, wo das Grazer Becken in das oststeirische Hügelland übergeht sowie am Nordrand der Talung des Raababachs. Das Gebiet gehört zum suburbanen Umland der Stadt Graz.
In der Grazer Katastralgemeinde liegt der ehemalige Ort Messendorf. Er umfasst diese Landmarken und Örtlichkeiten: die Abzweigung der Autalerstraße (L 311) von der Grazer Ring Straße (B 67a); das Tiefental mit dem Bahnhof Messendorf der Steirischen Ostbahn; das Gewerbegebiet Messendorf; weiters die Rotte Messendorfberg; und gegen Osten, in das Raabatal hinein reichend, in der Harter Katastralgemeinde, die Rotte Reintal und das Dorf Pachern.
Nachbar-Katastralgemeinden
|          | St. Peter                                   | Hart bei St. Peter (Gem. Hart b.Graz) |
| Liebenau | Kompassrose, die auf Nachbargemeinden zeigt | Laßnitzhöhe (Gem.)                    |
| Neudorf  | Raaba (Gem.)                                |                                       |

## Geschichte und Kultur
Messendorf, schon 1233 als Mezzendorf urkundlich erwähnt, ist eine frühere Steuergemeinde, dann Ortsgemeinde mit Ortsvorsteher, und Sprengel der Pfarre St. Peter. Das Dorf lag an der Schemerlstraße, dem Weg von Graz über Messendorf, Schemerl, St. Marein am Pickelbach, Studenzen, Feldbach, Fehring nach St. Gotthard in Ungarn (heute Szentgotthárd). Entlang dieser Route wurde die Ungarische Westbahn (heutige Steir. Ostbahn) gebaut und 1873 in Betrieb genommen.
1938 wurde es Graz eingemeindet, während der Ostteil an Hart bei St. Peter (heute: „bei Graz“) kam.
Im ehemaligen Ort liegen das Schloss Messendorf, das Schloss Moosbrunn und die Kirche Schmerzhafte Mutter (erbaut 1909, Stationskaplanei Graz-Messendorf seit 1941), bei Reintal das Schloss Reinthal, und oberhalb Messendorfberg, gegen Petersbergen hin, die Johanneskapelle (Messkapelle Hl. Johannes Nepomuk).
Schloss Messendorf, ehemals Landes-Sonderkrankenhaus für Psychiatrie und Neurologie, beherbergt gegenwärtig die Grazer Waldorfschule. In der Nähe liegt auch das ÖAW-Forschungszentrum Graz, die Zentralstelle zur Satellitenstation Graz-Lustbühel. Außerdem befindet sich hier der Industriepark Messendorf mit dem Zentrum Shopping Ost, und das Trainingszentrum Messendorf am Sternäckerweg.
|  |  |